# Gilberto Rodríguez Orejuela
Pour les articles homonymes, voir Rodríguez et Orejuela.
Vous pouvez aider à l'améliorer ou bien discuter des problèmes sur sa page de discussion.
- Il ne cite pas suffisamment ses sources. Vous pouvez indiquer les passages à sourcer avec {{référence nécessaire}} ou {{Référence souhaitée}}, et inclure les références utiles en les liant aux notes de bas de page. (Marqué depuis mars 2025)
- Son texte doit être wikifié : il ne correspond pas à la mise en forme Wikipédia (style, typographie, liens internes, liens entre les wikis, etc.). (Marqué depuis mars 2025)
- L’orthographe et/ou la grammaire sont à vérifier. (Marqué depuis mars 2025)
- La traduction doit être revue. Le contenu est difficilement compréhensible à cause d’erreurs de traduction, peut-être dues à l’utilisation d’un logiciel de traduction automatique. (Marqué depuis mars 2025)

- Archive Wikiwix
- Bing
- Cairn
- DuckDuckGo
- E. Universalis
- Gallica
- Google
- G. Books
- G. News
- G. Scholar
- Persée
- Qwant
- (zh) Baidu
- (ru) Yandex
- (wd) trouver des œuvres sur Wikidata

Gilberto José Rodriguez Orejuela, dit El Ajedrecista (le Joueur d’échecs) (né le 30 janvier 1939 à Mariquita en Colombie et mort le 31 mai 2022 au Complexe correctionnel fédéral de Butner), est un baron de la drogue en Colombie. 
Il était l'un des dirigeants du cartel de Cali, basé dans la ville de Cali. Condamné à quinze ans de prison en 1995 en Colombie, il avait été libéré après sept ans de détention. A nouveau arrêté en 2003, il avait été emprisonné en Colombie jusqu’à son extradition aux États-Unis en décembre 2004. Il a alors été condamné à 30 ans de prison, où il est mort en 2022.

## Biographie
Rodríguez Orejuela né en 1939 à Mariquita, fils d'un peintre. Son premier travail c'était à l'âge de 13 ans comme messager d'un pharmacie appelé La Perla. Pendant ses études à l'école, trompait également avec les prix des médicaments et les autorisations médicales pour les vendre. Depuis 1969, fait progrès au crime avec l'enlèvement de 2 suisses dans le gang Los Chemas, qu'après se dedirait au contrebande de Whisky et tel.

### Affaire du narcotrafic
En 1975, Rodriguez Orejuela met de côte le contrebande pour le narcotrafic exportant grandes quantités de cocaïne, camouflées dans des planches de bois, produisant un'empoire d'USD 13 milliards ensemble à son frère Miguel, ses deux associés José Santacruz et Helmer Herrera, que tous 4 fondèrent le cartel de Cali. En 1978, les autorités américaines découvrent une réseau de narcotrafic à New York, attribué au cartel. 
Au fin des années 1970, les frères Gilberto et Miguel Rodriguez Orejuela pénètrent dans le monde légal pour blanchir argent comme investisseur riche dans diverses entreprises, pharmacies, banques et sociétés, même également pénètrent dans la politique. En novembre 1984, Rodriguez Orejuela était arrêté pour narcotrafic en Espagne ensemble à Jorge Luis Ochoa, membre du cartel de Medellin mais grâce à la corruption des autorités espagnoles et colombiennes, évitent être extradés au États-Unis et retourner à Colombie. Son objectif en Europe n'était autre que s'allier avec narcotrafiquants espagnoles et également avec la Camorra italienne car États-Unis c'était insuffisant pour l'expansion de ses affaires.

### Guerre des cartels
En 1987, s'éclate une guerre contre le cartel de Medellin et le cartel de Cali. Il y a 2 raisons: l'une, c'était qu'un certain Piña, homme de main de Helmer Herrera, qui était tombé amoureux d'une femme petit-amie de Jorge Pabon, tueur du chef de Medellin Pablo Escobar et Pabon propose son chef Escobar l'assassinat de Pina et Pina était tué. La deuxième, c'était qu'Escobar veut contrôler New York, territoire du cartel de Cali. Quelle qu'en soit la raison, en janvier 1988, Herrera plaçait une voiture-bombe dans l'immeuble Monaco, où vivaient Escobar, sa femme et ses deux enfants.  Les réponses d'Escobar étaient terribles: la première, en février 1988, Escobar explose plusieurs véhicules-bombes dans 3 branches dume la droguerie La Rebaja propriété des frères Rodriguez Orejuela, et l'autre réponse c'était un massacre sur un terrain de football à Candelaria, Valle del Cauca, qui eut lieu en septembre 1990 lorsque des tueurs armés ouvrirent le feu laissant 19 personnes abattues tandis que Helmer Herrera, objectif du massacre, avait survécu. 
Dans cette guerre, il y avait également une guerre entre tueurs tellement que si une lieutenant ou tueur des Orejuela arrivait à Medellin, était tué par lieutenants ou tueurs d'Escobar et vice-versa. La guerre fait pause en 1991 lorsqu'Escobar se soumet à la prison La Catedral après un'accord dans le gouvernement mais reprisait en juillet 1992 quand Escobar ordonne le massacre du clan Galeano-Moncada, ses derniers associés. Semaines après, le même Gilberto Rodriguez  rencontre premier avec Felipe Lopez (fils d'ancien président Alfonso Lopez Michelsen et directeur du journal Semana) et puis, le récent procureur général de Colombie Gustavo de Greiff qu'à son tour avertissait au président de Colombie Cesar Gaviria pour transférer Escobar à un'autre prison mais Escobar était évadé. 
Cependant l'évasion d'Escobar c'était pas son habilité mais son peine à mort parce que les Rodriguez Orejuela ont une nouveau allié, Diego Murillo Bejarano (lieutenant survécu des Galeano-Moncada), pour créer un'armée illégaux appelé Los Pepes avec l'objectif de tuer Escobar. Ceux Pepes tuaient sicaires, avocats et autres personnes liés à Escobar. Les Rodriguez ont un'autre allié, la police du bloc de recherche laquelle le cartel fournit réseau d'écoutes téléphoniques et le développement d'une technique de localisation électronique.  Finalement, Escobar était localisé et abattu en décembre 1993 par le bloc de recherche.

## Chute et mort
Avec la mort de Pablo Escobar, le gouvernement commence à traquer le cartel de Cali et le cartel, pour continuer ses affaires, financent à le candidat présidentielle de 1994, Ernesto Samper, qu'en fait serait élu mois plus tard. Mais quand les narco-cassettes étaient découverts et pour feigner qu'il était pas lié avec les narco-argents, Samper n'avait autre qu'arreter les chefs du cartel de Cali.
Ainsi, le premier homme du cartel à être arrêté, c'était le fondateur Gilberto Rodriguez le 8 juin 1995. Après, le 4 juillet, Santacruz était arrêté dans un restaurant (cependant s'évade de prison en janvier 1996 mais était abattu 2 mois après) et puis, le 6 août, le frère de Gilberto Miguel, était arrêté dans une cachette tandis qu'il priait à la Virgen du Carmen. En 1996, le dernier chef du cartel à se rendre à la justice c'était Helmer Herrera, mais était abattu en prison 2 ans après. Ainsi, c'était le fin du cartel. 
Gilberto et Miguel était condamnés à 15 ans cependant la condamnation de Gilberto était réduite à 7 ans pour bonne conduite et avoue. En fait, en novembre 2002, Gilberto était libéré mais 4 mois après, était arrêté nouvellement pour une narcotrafic commis en 1990, accusation pas avoue. En décembre 2004, Gilberto était extradé aux États-Unis et 3 mois après, son frère Miguel, était également extradé. En septembre 2006, les frères Gilberto et Miguel Rodriguez Orejuela étaient condamnés à 30 ans pour narcotrafic et blanchiment d'argent. 
Le 31 mai 2022, Gilberto Rodriguez Orejuela meurt d'un cancer du poumon dans le complexe correctionnel de Butner en Caroline du Nord.